# Amr ibn al-Ász
Amr ibn al-Ász (arabul: عمرو بن العاص – ʿAmr ibn al-ʿĀṣ), (kb. 573 – 664) híres szahábí, Mohamed próféta utáni korai kalifák jeles hadvezére, Egyiptom meghódítója és első helytartója volt.

## Az iszlám felvétele előtt
573 körül született Mekkában, a Kurajs törzs Szahm klánjában. Apja al-Ász ibn Váil volt, anyját, Szalmá bint Harmalát „an-Nábiga” (kiemelkedő tehetség) névvel illették. Atyja halála után édesanyjának még több férje volt, tőlük születtek Amr féltestvérei, így Urva ibn Aszásza al-Adaví és a szintén híres hódítóként ismertté váló Ukba ibn Náfi. Számos más mekkaihoz hasonlóan a karavánkereskedelemben vett részt. Sokáig elutasította az iszlámot, és a 622-ben Jaszribba települt Mohamed próféta hívei elleni harcban is részt vett. Az uhudi csatában 625-ben parancsnokként vett részt. A mekkaiak 627-es, árokcsatában elszenvedett kudarcát követően tért meg Hálid ibn al-Valíddal, egy másik legendás hódítóval együtt, és áttelepült a muszlimokhoz.

## Amr, a hódító
Mohamed próféta igénybe vette Amr katonai képességeit, és a hátralevő éveiben többször vezetett hadat. Nagy szerepe volt Omán hódoltatásában és ezzel együtt járó megtérítésében. Röviddel Mohamed halála után a terület első helytartójává nevezték ki, majd Abu Bakr kalifa parancsára a Palesztina és Szíria felé induló hódító sereghez csatlakozott. Részt vett a győztes adzsnádajni (634) és jarmúki csatában (636), továbbá Damaszkusz bevételében (634).
Amr ibn al-Ásznak sok erőfeszítésébe került, hogy meggyőzze Umar ibn al-Hattáb kalifát, hogy engedélyezze Egyiptom elfoglalását. 640-ben, miközben több szíriai település még ellenállt a hódítóknak, 5000 emberrel vonult Egyiptom ellen. Miután legyőzték a bizánciakat Héliopolisznál, az egyiptomi Babilón közelében, Amr lassan Alexandria felé indult. Az ostrom sokáig tartott, s várost 642-re foglalták el. Így egész Egyiptom a muszlimok kezére jutott, és Amr lett annak kormányzója (emír). Miután Egyiptom meg lett hódítva, a kalifa utasítására a mai Kairó helyén alapított Fusztát lett annak fővárosa. Az iszlám hagyomány szerint, mikor épp visszavonulóban volt a muszlim sereg, Amr azt mondta a katonáinak, hogy valamit kihagytak a szunna előírásai közül. Meg is mondta, hogy az a fogtisztítás, a miszvák használata. A katonák azonnal letördelték a közelben lévő fák gallyait, s nekiálltak foguk tisztításának. A távolból ezt meglátták a bizánciak, s menekülőre fogták, mondván: nem harcolnak olyan barbárokkal, akik még a fákat is megeszik.

## Amr helytartósága
Omár meggyilkolása, a perzsiai és a szíriai felkelések felbátorították a bizánciakat, hogy megszállják Egyiptomot. 644-ben, miután az emírt visszarendelték Medinába, a bizánciak flottája visszafoglalta a várost. Ibn al-Ász 646-ban visszatért és kiverte a megszállókat. Nem sokkal ezután vita támadt Amr ibn al-Ász és Abdalláh ibn Szaad, Oszmán tejtestvére között, ekkor Oszmán visszahívta Amrot Medina városába, s Abdalláhot nevezte ki a helyére.
Az Omajjádok korszaka avval kezdődött, hogy Muávija az őt támogató Amr ibn al-Ászt nevezte ki Egyiptom kormányzójául. Ukba ibn Náfi, Amr sógora volt az észak-afrikai arab előrenyomulás hőse: ő volt az, aki később elfoglalta a mai Tunézia földjét.